# Kjetil Rekdal
Kjetil André Rekdal (* 6. November 1968 in Molde) ist ein ehemaliger norwegischer Fußballspieler und jetziger Trainer.

## Hintergrund
Kjetil Rekdals Bruder Sindre war auch Fußballprofi. Dessen Sohn und Kjetils Rekdals Neffe Thomas Rekdal ist ebenfalls Fußballprofi.

## Sportliche Laufbahn

### Vereinskarriere
Seine Profikarriere begann im Alter von 16 Jahren bei Molde FK, für den er zwischen 1985 und 1988 in 75 Spielen 25 Tore erzielte.
Durch seine gute Spielübersicht und genauen Pässe fungierte er als Spieler meist auf der zentralen Position im Mittelfeld. Der dritte Platz in der Bundesliga 1999 mit Hertha BSC gilt als sein größter Erfolg als Spieler abseits der Jahre in Norwegen. In der höchsten deutschen Spielklasse absolvierte Rekdal 73 Partien.

### Auswahleinsätze
Als Mitglied der norwegischen Nationalmannschaft bestritt er 83 A-Länderspiele, in denen er 17 Tore erzielte. In Erinnerung bleibt er durch seinen Siegtreffer per umstrittenem Elfmeter gegen Brasilien in der Vorrunde der Weltmeisterschaft 1998 in Frankreich, mit dem er in der 90. Spielminute dem norwegischen Nationalteam die Teilnahme am Achtelfinale bescherte.

## Trainerlaufbahn
Seine aktive Laufbahn beendete er als Spielertrainer bei Vålerenga Oslo, wo er bis August 2006 als Trainer an der Seitenlinie stand, nachdem er zurückgetreten war. Er gilt in Oslo als einer der erfolgreichsten Trainer im Verein und wurde in Ehren verabschiedet. Im Jahr 2002 holte er mit Vålerenga Oslo den norwegischen Pokal, 2005 sogar den norwegischen Meistertitel, was als sein größter Erfolg als Trainer gilt. Trotzdem trat er während der folgenden Saison bereits von seinem Amt zurück. Im November 2006 kehrte er als Trainer zum belgischen Klub Lierse SK zurück.
In einem Interview mit der Zeitung Aftenposten äußerte er sich nun im April 2007 wie folgt: „Mein Ziel ist es, Trainer von Hertha BSC zu werden und den Ruf zu bestätigen, den ich dort als Spieler hatte. Wenn der Verein mich haben will, wird mir eine Antwort leicht fallen.“
Vom 28. Juni 2007 bis zum 9. Februar 2008 trainierte Rekdal den 1. FC Kaiserslautern. Nach einer 1:2-Heimniederlage gegen den TSV 1860 München und nur 16 Punkten aus 19 Spielen wurde er dort entlassen und durch Milan Šašić ersetzt.
Anfang August 2008 trat Rekdal den Posten als Nachwuchschef beim norwegischen Erstligisten Molde FK an, den er aber am 5. September 2008 – nach nur 29 Tagen – zugunsten der Cheftrainerposition beim norwegischen Erstligisten Aalesunds FK wieder aufgab. 2009 und 2011 wurde er mit dem Klub jeweils norwegischer Pokalsieger.  Am Ende der Saison 2012 wurde Rekdal Ende November 2012 nach über vier Jahren entlassen. Am 8. Januar 2013 übernahm er erneut Valerenga Oslo und unterschrieb bis 31. Dezember 2014.